# 盲人莱蒙·杰弗森
盲人萊蒙·傑弗森（英语：Blind Lemon Jefferson，原名Lemon Henry Jefferson，1893年9月24日－1929年12月19日）又譯為盲檸檬杰斐遜，是一位美国福音音樂和蓝调音乐藝術家。他是20世纪20年代最受欢迎的蓝调歌手之一，并被誉为“德克萨斯蓝调之父”。
杰斐逊创作歌曲并自弹自唱，他的高亢嗓音和吉他演奏的原创性是其鲜明特征。尽管在他活跃的年代受到人们的欢迎，唱片销量也不错，但是对于同时代的年轻蓝调歌手们来说，他的影响力并不显著，也没有像其他在商业上取得成功的歌手们一样受到大量模仿。直到后来，不少蓝调和摇滚艺人们开始模仿杰斐逊的歌曲和音乐风格。他被认为对B·B·金、T-Bone Walker、Lightnin' Hopkins、Lead Belly、Son House和羅伯·強生等音乐传奇人物都产生了重要影响。

## 贡献及荣誉
杰斐逊以其复杂快速的吉他演奏和独特的高亢嗓音著称。他是德克萨斯蓝调的创造者之一，并对诸多蓝调歌手和吉他手产生重要影响，例如Lead Belly和Lightnin' Hopkins。白人歌手多克·沃森曾提到是杰斐逊的唱片将他引入蓝调音乐的世界，并启发了他的个人风格。
他创作的歌曲在后来被不少音乐人翻唱或者改写，包括经典歌曲“See That My Grave Is Kept Clean”。尽管他对蓝调音乐产生了如此大的影响，遗憾的是，如同那个年代很多黑人歌手一样，他的生平仍然笼罩在神秘色彩之中，甚至于至今只能找到一张他的照片，且该照片有明显修饰过的痕迹，连领带都是手绘上去的。无论如何，他对蓝调音乐的贡献不会被人们忘记，例如：
- 杰斐逊的肖像被德克萨斯州印在其特色车牌上，以示纪念。

- B·B·金认为杰斐逊对他的歌唱和吉他演奏方式产生了巨大的影响。

摇滚名人堂将他的一首歌列入500首塑造摇滚乐的歌曲名单中。
|          |                |
| 录制时间 | 曲名           |
| 1927     | Matchbox Blues |

除此之外，他是首批进入蓝调名人堂的音乐人之一。

## 个人传记
- Charters, Samuel. The Blues Makers. 纽约: Da Capo Press, 1977. ISBN 0-306-80438-7.

- Govenar, Alan, and Jay F. Brakefield. Deep Ellum and Central Track: Where the Black and White Worlds of Dallas Converged. 德克萨斯州登顿: 北德州大学出版社, 1998. ISBN 1-57441-051-2.

- Dicaire, David. Blues Singers: Biographies of 50 Legendary Artists of the Early 20th Century. 北卡罗莱纳州杰斐逊城: McFarland and Company, Inc., 1999. ISBN 0-7864-0606-2.